# Голуб чилійський
Го́луб чилійський (Patagioenas araucana) — вид голубоподібних птахів родини голубових (Columbidae). Мешкає в Чилі і Аргентині.

## Опис

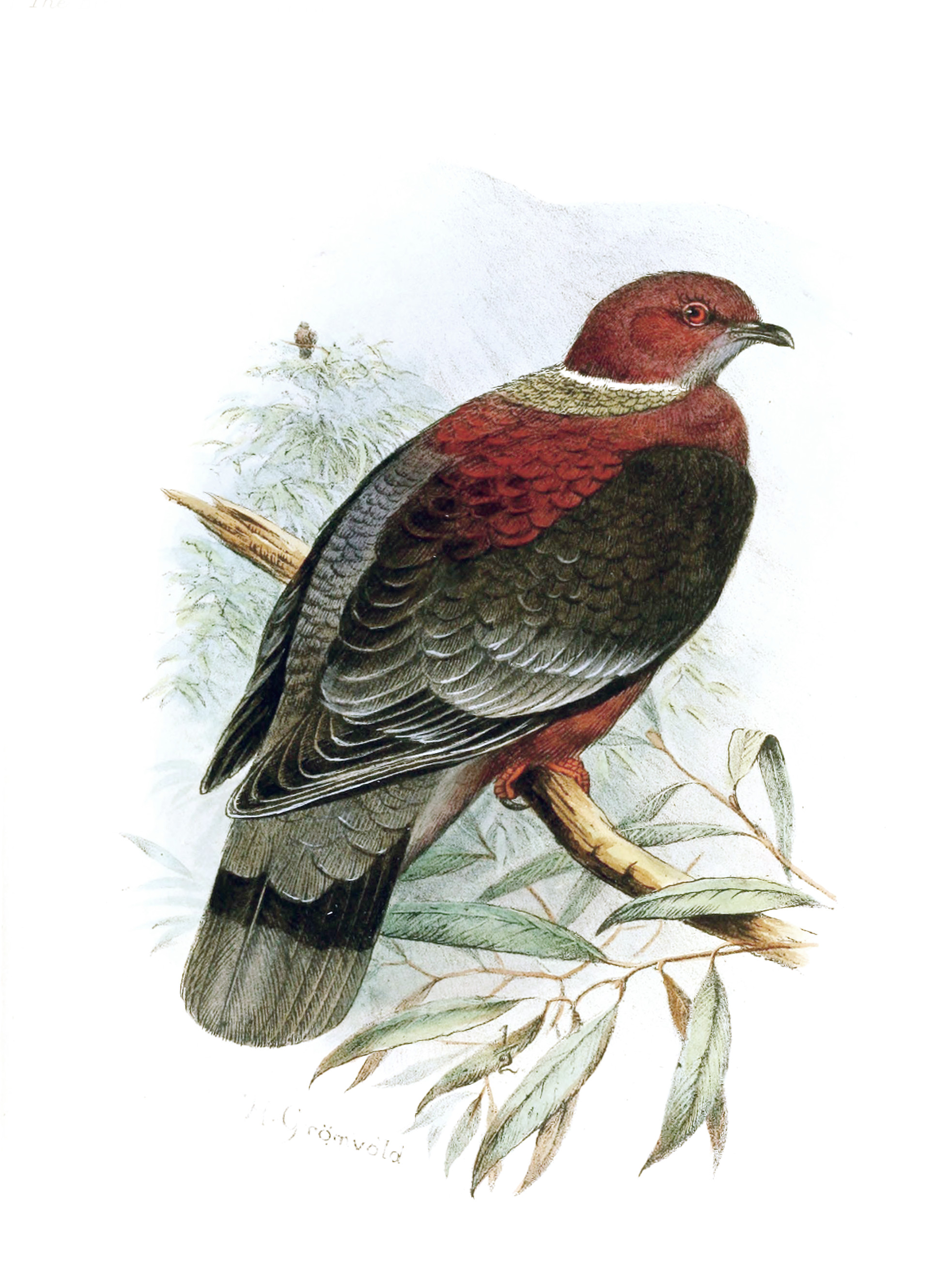
Чилійський голуб

Довжина птаха становить 33-37 см, вага 220-340 г. У самців лоб, тім'я і шия темно-бордові, пера на потилиці мають бронзово-зелений відблиск і вузькі білі края, що формують смугу на задній частині шиї. Верхня частина спини і верхні покривні пера крил темно-бордові, першорядні покривні пера крил мають сірі края. Крила чорнувато-сірі, махові пера мають тонкі білуваті края. Нижня частина спини і надхвістя сизі, верхні покривні пера вхоста блідо-сірі. Райдужки оранжеві з вузькими рожевими або жовтими кільцями, навколо очей кільця пурпрової голої шкіри. Дзьоб чорний, лапи яскраво-червоні. Самиці мають дешо менш яскраве, більш коричневе забарвлення. Молоді птахи мають тьмяне, сірувато-коричневе забарвлення.

## Поширення і екологія
Чилійські голуби мешкають в Чилі (від Кокімбо на південь до Айсена) та на заході аргентинських провінцій Неукен, Ріо-Негро і Чубут. Південні популяції взимку мігрують на північ. Бродячі птахи спостерігалися на Фолклендських островах. Чилійські голуби живуть в рівнинних і гірських помірних лісах, зокрема в лісах нотофагуса коює (Nothofagus dombeyi) і чилійської араукарії (Araucaria araucana), в бамбукових заростях, на узліссях і полях. Вони зустрічаються зграйками, на висоті до 1500 м над рівнем моря. Ведуть переважно деревний спосіб життя. Живляться насінням, зокрема насінням чилійської араукарії, а також плодами і ягодами. Сезон ромноження триває з грудня по березень, іноді по травень. Чилійські голуби гніздяться колоніями в бамбукових заростях в горах. Гніздо являє собою просту платформу з гілочок, розміщується на дереві або в чагарниках. В кладці одне яйце. Інкубаційний період триває 18-19 днів, пташенята покидають гніздо через 4-5 тижнів після вилуплення.